# Державний кордон Китайської Народної Республіки

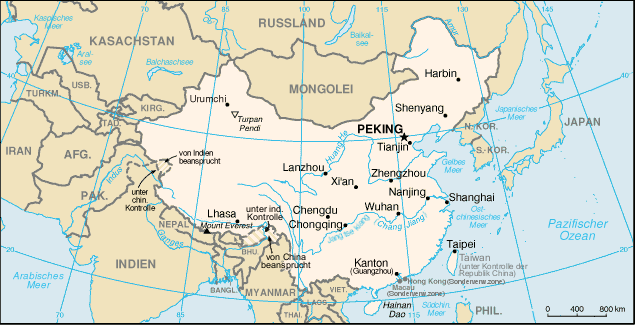
Карта Китаю

Державний кордон Китаю — державний кордон, лінія на поверхні Землі та вертикальна поверхня, що проходить по цій лінії, що визначають межі державного суверенітету Китаю над власними територією, водами, природними ресурсами в них і повітряним простором над ними.

## Сухопутний кордон
Загальна довжина кордону — 22 457 км. Китай межує з 14 державами. Уся територія країни суцільна, тобто анклавів чи ексклавів не існує.
Ділянки державного кордону
| Держава        | Ділянка | Довжина (км) | Прикордонні регіони | Примітки |
| -------------- | ------- | ------------ | ------------------- | -------- |
| Афганістан     | захід   | 91           |                     |          |
| Бутан          | південь | 477          |                     |          |
| М'янма         | південь | 2129         |                     |          |
| Індія          | південь | 2659         |                     |          |
| Казахстан      | захід   | 1765         |                     |          |
| Північна Корея | схід    | 1352         |                     |          |
| Киргизстан     | захід   | 1063         |                     |          |
| Лаос           | південь | 475          |                     |          |
| Монголія       | північ  | 4630         |                     |          |
| Непал          | південь | 1389         |                     |          |
| Пакистан       | захід   | 438          |                     |          |
| Росія          | північ  | 4179         |                     |          |
| Таджикистан    | захід   | 477          |                     |          |
| В'єтнам        | південь | 1297         |                     |          |

## Морські кордони
Китай на сході омивається водами Жовтого, Східно- і Південнокитайського морів Тихого океану. Загальна довжина морського узбережжя 14,50 тис. км. Згідно з Конвенцією Організації Об'єднаних Націй з морського права (UNCLOS) 1982 року, протяжність територіальних вод країни встановлено в 12 морських миль (22,2 км). Прилегла зона, що примикає до територіальних вод, в якій держава може здійснювати контроль, необхідний для запобігання порушень митних, фіскальних, імміграційних або санітарних законів, простягається на 24 морські милі (44,4 км) від узбережжя (стаття 33). Виключна економічна зона встановлена на відстань 200 морських миль (370,4 км) від узбережжя. Континентальний шельф — 200 морських миль (370,4 км) від узбережжя, або до континентальної брівки (стаття 76).

## Спірні ділянки кордону
Китай має територіальні претензії на Парасельські острови та острови Спратлі в Південнокитайському морі.

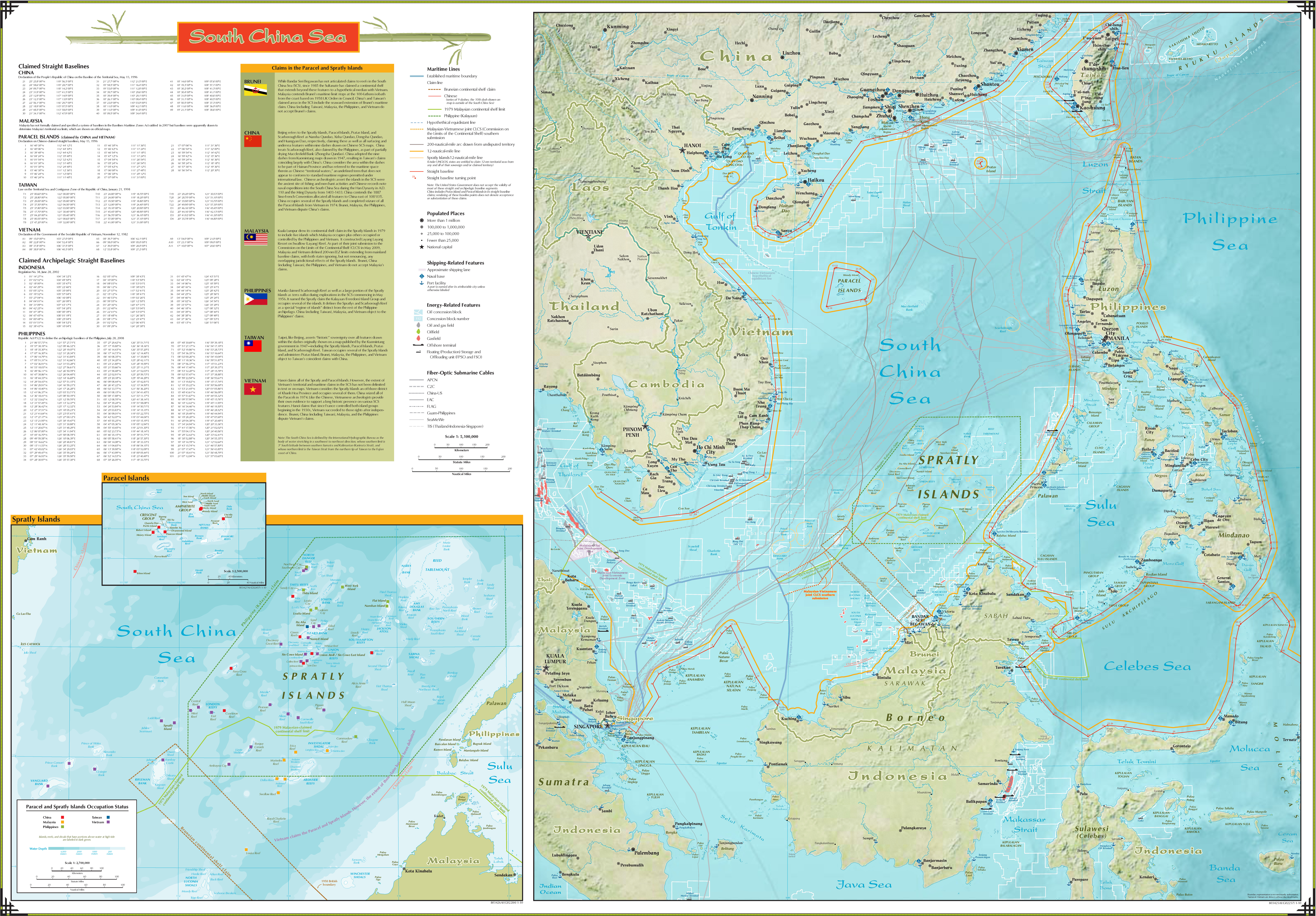
Територіальні претензії країн у Південнокитайському морі